# Goosebumps 2: Haunted Halloween
Goosebumps 2: Haunted Halloween (ou simplesmente Goosebumps 2 como comercializado em home video) é um filme americano em live-action/animação computadorizada do gênero comédia de terror dirigido por Ari Sandel e escrito por Rob Lieber a partir de uma história de Lieber e Darren Lemke. Uma sequência autônoma de Goosebumps de 2015, é baseado na série de livros de terror infantil de mesmo nome de R. L. Stine.
Com exceção de Jack Black, que voltou como Stine, ninguém do elenco do filme anterior voltou aqui. O novo elenco consiste em Wendi McLendon-Covey, Madison Iseman, Jeremy Ray Taylor, Caleel Harris, Chris Parnell e Ken Jeong.
A trama segue dois garotos que acidentalmente libertaram os monstros da franquia Goosebumps em sua cidade após abrir um manuscrito Goosebumps inédito intitulado Haunted Halloween, causando uma onda de destruição na noite de Halloween. Ao contrário da edição anterior, Village Roadshow Pictures não estava envolvida com o filme.
Goosebumps 2: Haunted Halloween foi lançado nos Estados Unidos em 12 de outubro de 2018 pela Sony Pictures Releasing sob seu selo Columbia Pictures. O filme recebeu críticas mistas dos críticos e arrecadou US $ 93 milhões em todo o mundo, contra seu orçamento de US $ 35 milhões.

## Enredo
A adolescente Sarah Quinn mora com sua mãe Kathy e seu irmão mais novo Sonny em Wardenclyffe, Nova York. Sarah está tentando entrar na Columbia University escrevendo um ensaio sobre o medo. Kathy concorda em cuidar do amigo de Sonny, Sam Carter, enquanto seu pai sai da cidade.
Sonny e Sam estão tentando abrir um negócio de limpeza de lixo e são chamados depois da escola para limpar uma casa abandonada. Lá dentro, eles encontram um manuscrito trancado e o abrem, fazendo com que Slappy the Dummy apareça. Eles inconscientemente trazem Slappy à vida, falando palavras mágicas encontradas em seu bolso. O manuscrito é posteriormente roubado por um valentão chamado Tommy Madigan.
Em casa, Sonny está trabalhando em seu projeto de ciências, uma versão em miniatura da Torre Wardenclyffe de Nikola Tesla. Slappy então revela que está vivo para Sonny e Sam, e obtém a confiança deles usando sua magia para fazer as tarefas e tarefas do menino. Enquanto isso, Sarah vai a uma festa para encontrar seu namorado Tyler Mitchell (Bryce Cass), mas o vê beijando outra garota. Slappy depois ouve Sarah falando sobre Tyler e sabota o projeto de ciências de Sonny. No dia seguinte, no Halloween, Slappy usa seus poderes para atacar Tyler, e Sonny acidentalmente danifica o laboratório de ciências da escola com seu projeto sabotado.
Sarah questiona Sonny e Sam sobre Slappy. O grupo percebe que Slappy é o culpado por tudo. As crianças capturam Slappy e tentam se livrar dele em um lago, mas ele foge. Naquela noite, eles encontram um artigo online sobre os eventos que aconteceram em Madison, Delaware e tentam contatar RL Stine depois de perceber que o livro que encontraram era um manuscrito de Goosebumps não publicado chamado Haunted Halloween . Stine, agora morando em uma cabana na floresta, ouve a mensagem e parte para Wardenclyffe.
Slappy vai a uma farmácia local e usa sua magia para trazer fantasias de Goosebumps e decorações de Halloween à vida. Ele também usa uma máscara para transformar um funcionário chamado Walter em um ogro corcunda. Slappy viaja para a torre de Wardenclyffe e a usa para amplificar sua magia. Enquanto isso, Sarah, Sonny e Sam recuperam o livro da casa de Tommy enquanto todas as decorações de Halloween da cidade ganham vida. O trio descobre que o livro pode prender os monstros dentro dele. No entanto, o livro é roubado e Kathy é sequestrada pelos monstros.
O vizinho das crianças, Sr. Chu, um fã de Goosebumps, os ajuda a criar disfarces de monstros para navegar com segurança pela cidade. As crianças vão para a Torre Wardenclyffe enquanto Stine chega à cidade. Na torre, as crianças encontram Slappy e Walter e descobrem que Slappy transformou Kathy em um boneco vivo. Sonny e Sam sobrecarregam o reator enquanto Sarah luta contra Slappy.
Ela derrota Slappy chutando-o para a bobina eletrificada no topo da torre, que o joga no céu. Sarah abre o livro e o combina com a energia do reator para sugar todos os outros monstros para o manuscrito do Halloween Assombrado, enquanto também retorna Kathy e Walter ao normal. Stine chega, parabeniza as crianças por derrotar os monstros e dá conselhos a Sarah para escrever seu ensaio.
Algum tempo depois, Kathy e Walter começam a namorar. Sonny vence a feira de ciências e Sarah recebe um e-mail dizendo que entrou na Columbia University. De volta à cabana de Stine, Slappy aparece. Ele revela que sobreviveu e escreveu um livro próprio, onde Stine é o personagem principal. Ele então abre seu manuscrito, sugando Stine para dentro.

## Elenco
- Madison Iseman como Sarah Quinn
- Jeremy Ray Taylor como Sonny Quinn, irmão de Sarah
- Caleel Harris como Sam Carter, o melhor amigo de Sonny
- Wendi McLendon-Covey como Kathy Quinn, mãe de Sonny e Sarah
- Chris Parnell como Walter, o gerente da farmácia local, que tem uma queda por Kathy e é transformado em um ogro corcunda por uma Máscara Assombrada
- Ken Jeong como Sr. Chu, o vizinho dos Quinns
- Jack Black como RL Stine, o escritor dos livros Goosebumps[2]
  - R. L. Stine aparece como Diretor Harrison, o diretor da escola que Sonny e Sam frequentam
- Mick Wingert como a voz de Slappy the Dummy,[3] um boneco de ventríloquo vivo dos livros Night of the Living Dummy . Black dublou Slappy anteriormente no primeiro filme.
  - Avery Lee Jones fornece o trabalho de titereiro para Slappy.
- Bryce Cass como Tyler Mitchell, ex-namorado de Sarah.
- Peyton que interpreta Tommy Madigan, um valentão que pega Sonny e Sam
- Kendrick Cross como o Sr. Carter, o pai de Sam
- Shari Headley como Sra. Carter, a mãe de Sam
- Courtney Lauren Cummings como Jess, uma garota com quem Tyler trai Sarah
- Jessi Goei como Maya, amiga de Jess
- Katharine C. Lumpkin como uma noiva monstro
- Kent Wagner como um pirata morto-vivo
- Marsha Shackelford como uma ciborgue feminina
- Barry W. Jerald Jr. como um alienígena cinza
- Sherri Millican como uma banshee
- Scott Millican como um ghoul ruivo
- Joseph N. Hardin como um vampiro
- Alex T. Hill como um espantalho
- Benjamin Bladon como múmia real

Senhoras Calaca retratadas por Iyani Gwendolyn, Cheniqua Litchmore e Hali J. Ross. Goblins interpretados por Cody Jenkins e Joe Marri. Múmias retratadas por Mary Tricia Froedge, Robert Hunt, Martin Skyler, Grace Toso, Calvin Wickham e Taylor Williams.
Uma cena mostra brevemente Ryu e Ken do videogame Street Fighter usando clipes de voz dos jogos Street Fighter.

## Produção
Em 2 de setembro de 2015, foi noticiado que uma sequência do filme Goosebumps já estava em fase de planejamento, com a Sony em busca de um roteirista. Em 17 de janeiro de 2017, uma data de lançamento em 26 de janeiro de 2018 foi definida, e Rob Letterman confirmou que ele retornaria como diretor para a sequência. Em 6 de fevereiro de 2017, foi anunciado que o lançamento do filme havia sido adiado para 21 de setembro de 2018, considerando a data anteriormente detida pelo Hotel Transylvania 3: Summer Vacation.
Em maio de 2017, o título seria Goosebumps: HorrorLand. Na época, também foi relatado que Jack Black iria repetir seu papel como RL Stine.
Em novembro de 2017, Rob Lieber foi escolhido para escrever o roteiro. Em dezembro de 2017, Ari Sandel foi anunciado como diretor em vez de Letterman, devido ao último estar ocupado dirigindo Pokémon: Detetive Pikachu para Legendary Entertainment. A Variety relatou que dois roteiros foram escritos: um roteiro em que Black repetiria seu papel, enquanto o outro teria Black totalmente cortado. Em dezembro de 2017, a data de lançamento da sequência foi adiada para 12 de outubro de 2018.
O filme foi posteriormente renomeado Goosebumps: Slappy's Revenge, e seus novos membros do elenco principais foram definidos como Madison Iseman, Ben O'Brien, Caleel Harris e Jeremy Ray Taylor (O'Brien não apareceu no filme finalizado). Ken Jeong, Chris Parnell e Wendi McLendon-Covey juntaram - se no mês seguinte. As filmagens começaram em 7 de março e, em abril de 2018, o título foi renomeado para Haunted Halloween.
Foi inicialmente declarado por representantes da Sony que Avery Lee Jones, que manipulou Slappy no filme, também daria a voz do personagem. Jack Black voltou para o filme como Stine. E mais tarde foi relatado que Mick Wingert realmente daria a voz de Slappy.

## Lançamento
Goosebumps 2: Haunted Halloween foi lançado em 12 de outubro de 2018. O primeiro trailer do filme estreou em 11 de julho de 2018, o trailer internacional em 16 de agosto de 2018 e um terceiro trailer em 20 de setembro de 2018. Um comercial de televisão foi lançado em 24 de setembro de 2018, que também confirmou que Jack Black voltaria para o filme. Ao contrário do primeiro filme em que foi exibido em RealD 3D, a sequência não estava no formato.
Goosebumps 2: Haunted Halloween foi lançado em DVD e Blu-Ray em 15 de janeiro de 2019.

## Recepção

### Bilheteria
Goosebumps 2: Haunted Halloween arrecadou $46,7 milhões nos Estados Unidos e Canadá, e $ 46,6 milhões em outros territórios, para um total bruto mundial de $ 93,3 milhões, contra um orçamento de produção de $35 milhões.  Nos Estados Unidos e Canadá, Goosebumps 2: Haunted Halloween foi lançado ao lado de First Man e Bad Times no El Royale e foi projetado para arrecadar US$15-21 milhões em 3.521 cinemas em seu fim de semana de estreia.
O filme arrecadou US$ 4,9 milhões em seu primeiro dia, incluindo US$ 750.000 nas prévias de quinta-feira à noite, ante US$ 600.000 no primeiro filme. Ele estreou para US$ 15,8 milhões (queda de 33% em relação à abertura do primeiro filme de US $ 23,6 milhões), terminando em quarto lugar nas bilheterias, atrás de Venom, A Star Is Born e First Man. O filme caiu 38% em seu segundo fim de semana, para US$ 9,7 milhões, permanecendo em quarto lugar.
O filme foi lançado no Reino Unido em 19 de outubro de 2018 e estreou em terceiro lugar, atrás de A Star Is Born e Halloween.

### Resposta crítica
No Rotten Tomatoes, o filme tem uma taxa de aprovação de 48% com base em 93 críticas, com uma classificação média de 5,4/10. O consenso crítico do site diz: "Goosebumps 2: Haunted Halloween oferece um punhado de guloseimas para os espectadores muito jovens, mas em comparação com o original divertido, esta sequência é um ding dong para abandonar." No Metacritic, o filme tem uma pontuação média ponderada de 53 em 100, com base em 20 críticos, indicando "críticas mistas ou médias".
O público entrevistado pela CinemaScore deu ao filme uma nota média de "B" em uma escala de A+ a F, abaixo do "A" obtido pelo primeiro filme.

## Ligações Externas
- Goosebumps 2: Haunted Halloween. no IMDb.
- Sítio oficial